# 伊娃·道斯
伊娃·道斯（英語：Eva Dawes，1912年9月17日—2009年5月30日），加拿大女子田径运动员，主攻跳高。她曾代表加拿大参加1932年夏季奥林匹克运动会田径比赛，获得女子跳高铜牌。